# Georgi Tibilov
Georgi Tibilov (en serbio: Георги Тибилов; Vladikavkaz, 25 de abril de 2000) es un deportista serbio que compite en lucha grecorromana.
Ganó una medalla de bronce en el Campeonato Mundial de Lucha de 2023 y dos medallas en el Campeonato Europeo de Lucha, en los años 2023 y 2025.

## Palmarés internacional
| Campeonato Mundial | Campeonato Mundial      | Campeonato Mundial | Campeonato Mundial |
| Año                | Lugar                   | Medalla            | Categoría          |
| ------------------ | ----------------------- | ------------------ | ------------------ |
| 2023               | Belgrado (Serbia)       | Medalla de bronce  | 63 kg              |
| Campeonato Europeo |                         |                    |                    |
| Año                | Lugar                   | Medalla            | Categoría          |
| 2023               | Zagreb (Croacia)        | Medalla de bronce  | 60 kg              |
| 2025               | Bratislava (Eslovaquia) | Medalla de plata   | 60 kg              |